# Tiro nos Jogos Olímpicos de Verão de 2008 - Pistola de ar 10 m masculino
A prova da pistola de ar a 10 m masculino do tiro dos Jogos Olímpicos de Verão de 2008 foi disputada no dia 9 de agosto na Arena de Tiro de Pequim.

## Calendário
| Dia                 | Horário     | Rodada       |
| ------------------- | ----------- | ------------ |
| Sábado, 9 de Agosto | 12:00-13:45 | Qualificação |
| Sábado, 9 de Agosto | 15:00-15:20 | Final        |

## Medalhistas
| Ouro   | CHN Pang Wei     |
| Prata  | KOR Jin Jong-oh  |
| Bronze | USA Jason Turner |

Kim Jong-su, da Coreia do Norte, originalmente tinha ganho a medalha de bronze, mas utilizou uma substância proibida e o COI retirou-lhe a medalha.

## Recordes
Antes desta competição, os recordes mundiais e olímpicos da prova eram os seguintes:

### Qualificação
| Tipo | Atleta               | Pontos | Local   | Data                  |
| ---- | -------------------- | ------ | ------- | --------------------- |
|      | URS Sergei Pyzhianov | 593    | Munique | 13 de outubro de 1989 |
|      | RUS Mikhail Nestruev | 591    | Atenas  | 14 de agosto de 2004  |

### Final
| Tipo | Atleta           | Pontos              | Local   | Data                  |
| ---- | ---------------- | ------------------- | ------- | --------------------- |
|      | Sergei Pyzhianov | 695,1 (593 + 102,1) | Munique | 13 de outubro de 1989 |
|      | CHN Yifu Wang    | 690,0 (590 + 100,0) | Atenas  | 14 de agosto de 2004  |

## Resultados

### Qualificação
Esses são os resultados da fase classificatória:
| Pos. | Atleta                     | 1   | 2   | 3   | 4  | 5  | 6   | Total |
| ---- | -------------------------- | --- | --- | --- | -- | -- | --- | ----- |
| 1    | CHN Pang Wei               | 97  | 98  | 100 | 96 | 97 | 98  | 586   |
| 2    | KOR Jin Jong-oh            | 99  | 96  | 99  | 99 | 94 | 97  | 584   |
| 3    | PRK Kim Jong-su            | 97  | 98  | 98  | 98 | 97 | 96  | 584   |
| 4    | USA Jason Turner           | 98  | 100 | 93  | 96 | 99 | 97  | 583   |
| 5    | RUS Leonid Ekimov          | 95  | 97  | 99  | 97 | 96 | 98  | 582   |
| 6    | USA Brian Beaman           | 98  | 96  | 95  | 98 | 94 | 100 | 581   |
| 7    | THA Jakkrit Panichpatikum  | 96  | 96  | 98  | 97 | 98 | 96  | 581   |
| 8    | FRA Walter Lapeyre         | 98  | 98  | 95  | 96 | 99 | 95  | 581   |
| 9    | ITA Vigilio Fait           | 95  | 96  | 98  | 98 | 95 | 98  | 580   |
| 10   | BUL Tanyu Kiryakov         | 96  | 96  | 97  | 97 | 97 | 97  | 580   |
| 11   | CHN Tan Zongliang          | 95  | 98  | 97  | 99 | 95 | 96  | 580   |
| 12   | ARM Norayr Bakhtamyan      | 97  | 98  | 97  | 97 | 95 | 96  | 580   |
| 13   | BRA Júlio Almeida          | 98  | 97  | 97  | 98 | 95 | 95  | 580   |
| 14   | SRB Damir Mikec            | 96  | 98  | 95  | 99 | 98 | 94  | 580   |
| 15   | UZB Dilshod Mukhtarov      | 94  | 98  | 99  | 99 | 96 | 94  | 580   |
| 16   | KOR Lee Dae-myung          | 97  | 98  | 98  | 99 | 95 | 93  | 580   |
| 17   | UKR Oleg Omelchuk          | 95  | 98  | 96  | 97 | 96 | 97  | 579   |
| 18   | POR João Costa             | 100 | 95  | 97  | 95 | 97 | 95  | 579   |
| 19   | JPN Tomoyuki Matsuda       | 97  | 98  | 97  | 97 | 96 | 94  | 579   |
| 20   | KAZ Rashid Yunusmetov      | 94  | 98  | 97  | 96 | 97 | 96  | 578   |
| 21   | GER Hans-Jörg Meyer        | 95  | 97  | 93  | 98 | 96 | 98  | 577   |
| 22   | BLR Yury Dauhapolau        | 99  | 96  | 95  | 93 | 97 | 97  | 577   |
| 23   | JPN Susumu Kobayashi       | 93  | 96  | 99  | 96 | 96 | 97  | 577   |
| 24   | POL Wojciech Knapik        | 97  | 97  | 99  | 96 | 95 | 93  | 577   |
| 25   | FRA Franck Dumoulin        | 92  | 96  | 97  | 97 | 97 | 97  | 576   |
| 26   | PRK Kwon Tong-hyok         | 97  | 95  | 95  | 96 | 93 | 99  | 575   |
| 27   | BLR Kanstantsin Lukashyk   | 94  | 95  | 97  | 95 | 97 | 97  | 575   |
| 28   | SVK Pavol Kopp             | 95  | 95  | 96  | 96 | 98 | 95  | 575   |
| 29   | RUS Mikhail Nestruyev      | 96  | 96  | 94  | 97 | 99 | 93  | 575   |
| 30   | FIN Kai Jahnsson           | 93  | 94  | 97  | 98 | 96 | 96  | 574   |
| 31   | TJK Sergey Babikov         | 96  | 96  | 95  | 95 | 96 | 96  | 574   |
| 32   | AUS Daniel Repacholi       | 97  | 97  | 96  | 95 | 94 | 94  | 573   |
| 33   | SUI Christoph Schmid       | 95  | 95  | 98  | 97 | 96 | 92  | 573   |
| 34   | VIE Nguyễn Mạnh Tường      | 92  | 99  | 97  | 93 | 95 | 96  | 572   |
| 35   | UKR Ivan Rybovalov         | 95  | 95  | 96  | 97 | 96 | 93  | 572   |
| 36   | AUS David Moore            | 95  | 94  | 93  | 94 | 98 | 97  | 571   |
| 37   | TRI Roger Daniel           | 98  | 95  | 92  | 94 | 96 | 96  | 571   |
| 38   | GER Florian Schmidt        | 94  | 96  | 95  | 97 | 93 | 96  | 571   |
| 39   | NZL Wang Yang              | 96  | 93  | 94  | 97 | 97 | 94  | 571   |
| 40   | ITA Mauro Badaracchi       | 94  | 96  | 94  | 96 | 97 | 94  | 571   |
| 41   | MNE Nikola Šaranović       | 94  | 96  | 92  | 96 | 96 | 96  | 570   |
| 42   | IND Samaresh Jung          | 92  | 95  | 96  | 98 | 96 | 93  | 570   |
| 43   | BRA Stênio Yamamoto        | 92  | 96  | 94  | 97 | 92 | 97  | 568   |
| 44   | ROU Iulian Raicea          | 93  | 97  | 95  | 95 | 96 | 91  | 567   |
| 45   | TUR Yusuf Dikeç            | 93  | 97  | 93  | 95 | 94 | 94  | 566   |
| 46   | AHO Philip Elhage          | 93  | 99  | 93  | 93 | 94 | 94  | 566   |
| 47   | EGY Mahmod Abdelaly        | 94  | 94  | 93  | 93 | 92 | 97  | 563   |
| 48   | SRI Edirisinghe Senanayake | 91  | 94  | 93  | 91 | 94 | 98  | 561   |

### Final
Esses são os resultados da fase final:
| Pos.              | Atleta                    | Qual. | 1    | 2    | 3    | 4    | 5    | 6    | 7    | 8    | 9    | 10   | Total | Desempate |
| ----------------- | ------------------------- | ----- | ---- | ---- | ---- | ---- | ---- | ---- | ---- | ---- | ---- | ---- | ----- | --------- |
| Medalha de ouro   | CHN Pang Wei              | 586   | 9,3  | 10,3 | 10,5 | 10,3 | 10,4 | 10,3 | 10,7 | 10,4 | 10,7 | 9,3  | 688,2 |           |
| Medalha de prata  | KOR Jin Jong-oh           | 584   | 9,5  | 9,9  | 10,6 | 10,3 | 9,4  | 10,2 | 10,1 | 10,8 | 9,9  | 9,8  | 684,5 |           |
| Medalha de bronze | USA Jason Turner          | 583   | 8,8  | 10,4 | 10,6 | 10,1 | 10,5 | 9,5  | 9,7  | 10,8 | 8,9  | 10,0 | 682,0 | 10,5      |
| 5                 | USA Brian Beaman          | 581   | 10,0 | 10,3 | 10,3 | 10,0 | 10,4 | 9,1  | 10,0 | 10,1 | 10,4 | 9,7  | 682,0 | 10,3      |
| 6                 | RUS Leonid Ekimov         | 582   | 10,2 | 10,3 | 8,7  | 9,8  | 10,4 | 9,5  | 9,2  | 10,0 | 10,6 | 9,8  | 680,5 |           |
| 7                 | FRA Walter Lapeyre        | 581   | 9,7  | 10,3 | 9,4  | 10,7 | 9,4  | 10,3 | 9,6  | 9,2  | 10,4 | 10,3 | 680,3 |           |
| 8                 | THA Jakkrit Panichpatikum | 581   | 9,9  | 9,6  | 9,2  | 9,8  | 9,7  | 10,3 | 10,4 | 9,1  | 10,8 | 9,2  | 679,0 |           |
|                   | PRK Kim Jong-su           | 584   | 9,2  | 10,2 | 10,5 | 9,9  | 10,3 | 9,5  | 10,2 | 8,9  | 10,3 | 10,0 | DSQ   |           |